# Карабеля

Польська карабеля

Карабе́ля (пол. та тур. Karabela) — тип шаблі, що характеризується верхів'ям у вигляді стилізованої голови орла.  
Була поширена у козаків.Карабеля стала важливим елементом шляхетської культури сарматизму. 

## Походження назви
Існує кілька версій походження назви:
- Від турецьких слів «qarā» («чорний») + арабське «belâ» («прокляття»). Назву пов’язують з кольором руків’я перших турецьких бойових карабель, що виготовлялися з чорного рогу.
- Від латинських слів «cara» (дорого) і «bella» (гарна). Цю версію започаткував Владислав Джевановський. Він характеризував карабелі, незалежно від їх морфології ефеса та клинка, як коштовно оздоблені шаблі, придатні до бойового використання.
- Від арабського «Carab» («зброя»).
- Від назви міста Кербелла поблизу Багдада (Ірак).
- Від назви міста Карабел поблизу Ізміру (Туреччина). Цю гіпотезу висловив Здислав Жигульський.
- Від італійського імені Карабел. За легендою, Карабел представив першу карабелю польському королівському двору.

## Історія
Перший відомий нам зразок карабелі, а саме шабля Селіма I, датована початком XVI ст. Сама ж форма карабелі виникла приблизно в цей самий час в Османській імперії.
В Польщі карабелі з'явилися в першій половині XVII ст., і набули широкого поширення, пов'язуючись з державною символікою. В XVII—XVIII ст. набули найбільшого поширення. Влоджимеж Квасневич оцінює кількість виготовлених в Польщі карабель в не менше ніж кілька сотень тисяч штук.
В Україні карабелі з'явилися тоді, коли й вони з'явилися в Польщі, якщо не раніше.
В Персії ці шаблі з'явилися в кінці XVI ст. — на початку XVII ст..

## Характеристика

Руків'я карабели

Основною ознакою карабелі є руківʼя у формі «орлиної голови». Карабелі мали ефес відкритого типу та хрестоподібну гарду. Клинки були найрізноманітніші: польські, турецькі, перські, золінгенівські, італійські, австрійські тощо.

### Регіональні особливості
Карабелі Османської імперії Здислав Жигульський поділяє на наступні три групи:
- Бойові карабелі з руків'ям із чорного рога з 4 заклепками. Клинки цих карабель були з Австрії (Штирії) або з Італії (Генуї). Ці шаблі мали шкіряні піхви з залізними або латунними деталями. Ця група карабель була найбільш поширена в Туреччині.
- Розкішно прикрашені карабелі з щічками руків'я зі слонової кістки. Ці карабелі були прикрашені рослинним орнаментом з золота, срібла та черні. Клинки цих шабель були з дамаської сталі, прикрашені написами та різними символами.
- Вірмено-турецькі карабелі з загнутими вниз кільйонами, часто сполученими ціпком з верхів'ям. Клинки цих карабель широкі на короткі. Піхви цих шабель оздоблені латунню та прикрашені.

Польські карабелі вирізнялися конструкцією руків'я, що робило їх зручними для фехтування та кругових ударів. В інших же країнах такі шаблі використовувалися, переважно, кіннотою.
Балканські карабелі мають характерне хвилясте верхів’я у вигляді своєрідного гребінця. Такі особливості притаманні й українським карабелям.

## У культурі
Збереглося польське прислів'я: "Без Бога – ні до порога, без карабелі – ні з постелі" (пол. "Bez Boga ani do proga, bez karabeli ani z pościeli"). Карабеля стала важливим елементом польської шляхетської культури сарматизму, бувши становою ознакою будь-якого шляхтича. З карабелею не розставалися, повсюдно носили з собою, «з нею сідали за стіл, із нею лягали спати».
Використовувалася козаками. Була поширена у козацької старшини, як костюмна зброя (і як бойова також).

### У літературі
Неодноразово згадується у героїчному шляхетському епосі "Пан Тадеуш" польського поета Адама Міцкевича:
«Із карабелею вельможний Підкоморій
(Бо Томаш дав-таки йому нарешті бронь).
Він груди підставля одважно під огонь,
З'єднавши вояків і ставши на чолі їх…»

«Гей, Томаше, подай скоріше карабелю!»

«Червоні світяться по мураві сап'янці,

Б’є з карабелі блиск, і пояс мов горить.»
Згадується в українській літературі:
«Біля боку моталася карабеля, обсаджена самоцвітами» (Олекса Стороженко, I, 1957, 371); 

«Шабля в повітрі зробила свистюче коло, викресала іскру, зустрівшись з карабелею Жолкєвського» (Іван Ле, Наливайко, 1957, 291).

### У художньому мистецтві
Шляхтичів обов'язково та завжди зображали з шаблею, найчастіше з карабелею.

### У відеоіграх
- У доповненні Серця з каменю до гри The Witcher 3: Wild Hunt  карабелею озброєний отаман Ольгерд вон Еверек.

## Галерея

### Іноземні карабелі

Карабеля Петра I
Польська карабеля XVII ст.
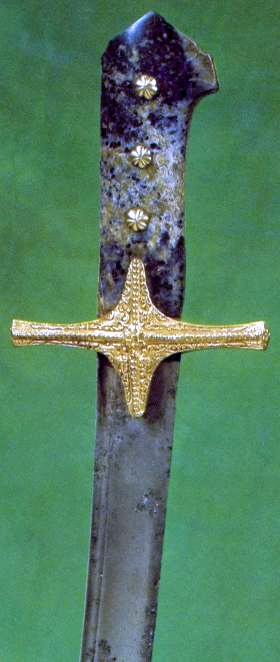
Карабеля 1626 року Сигізмунда III Вази
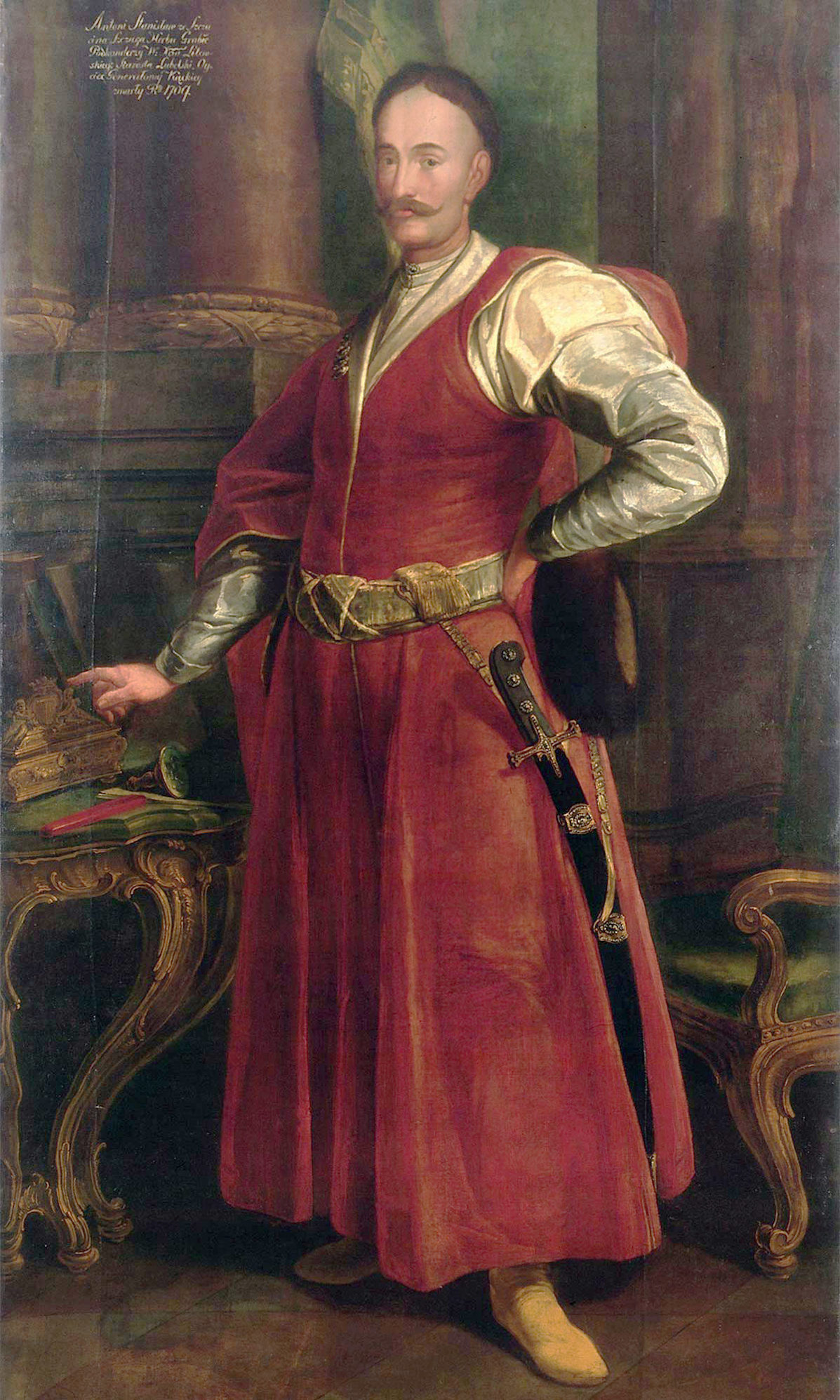
Шляхтич Станіслав-Антоній Щука з карабелею при боці

### Українські карабелі

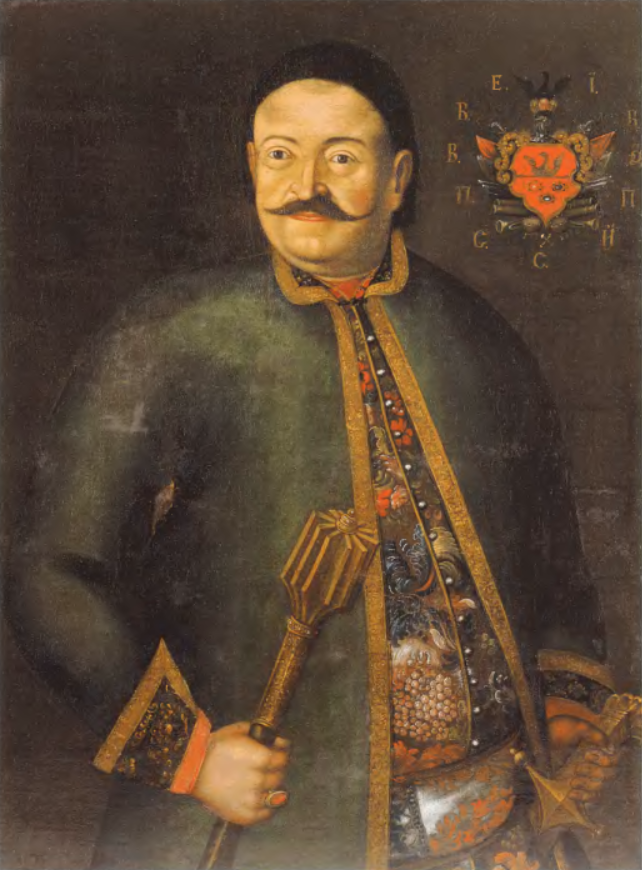
Портрет Семена Сулими, де він тримає свою карабелю.
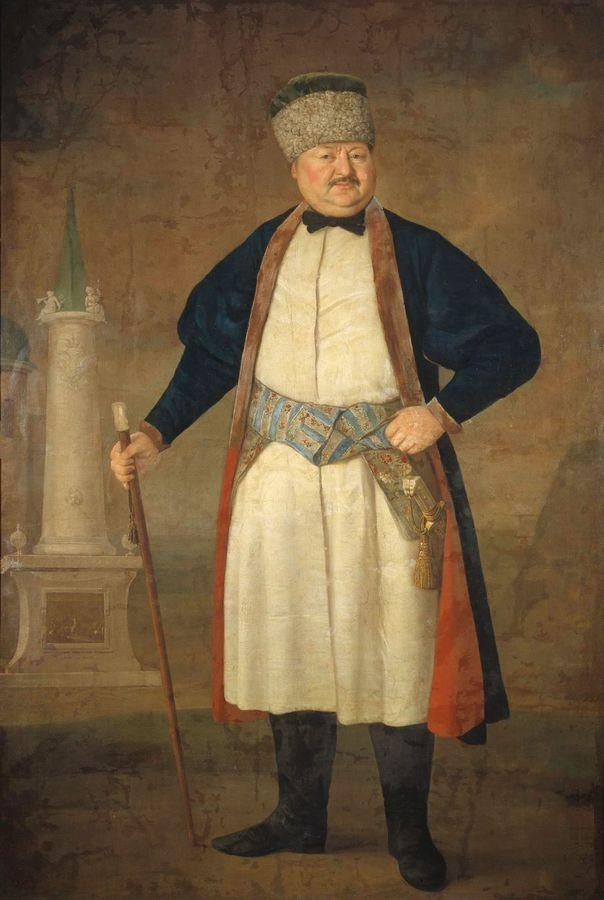
Портрет Павла Руденка, на якому є ефес його карабелі.
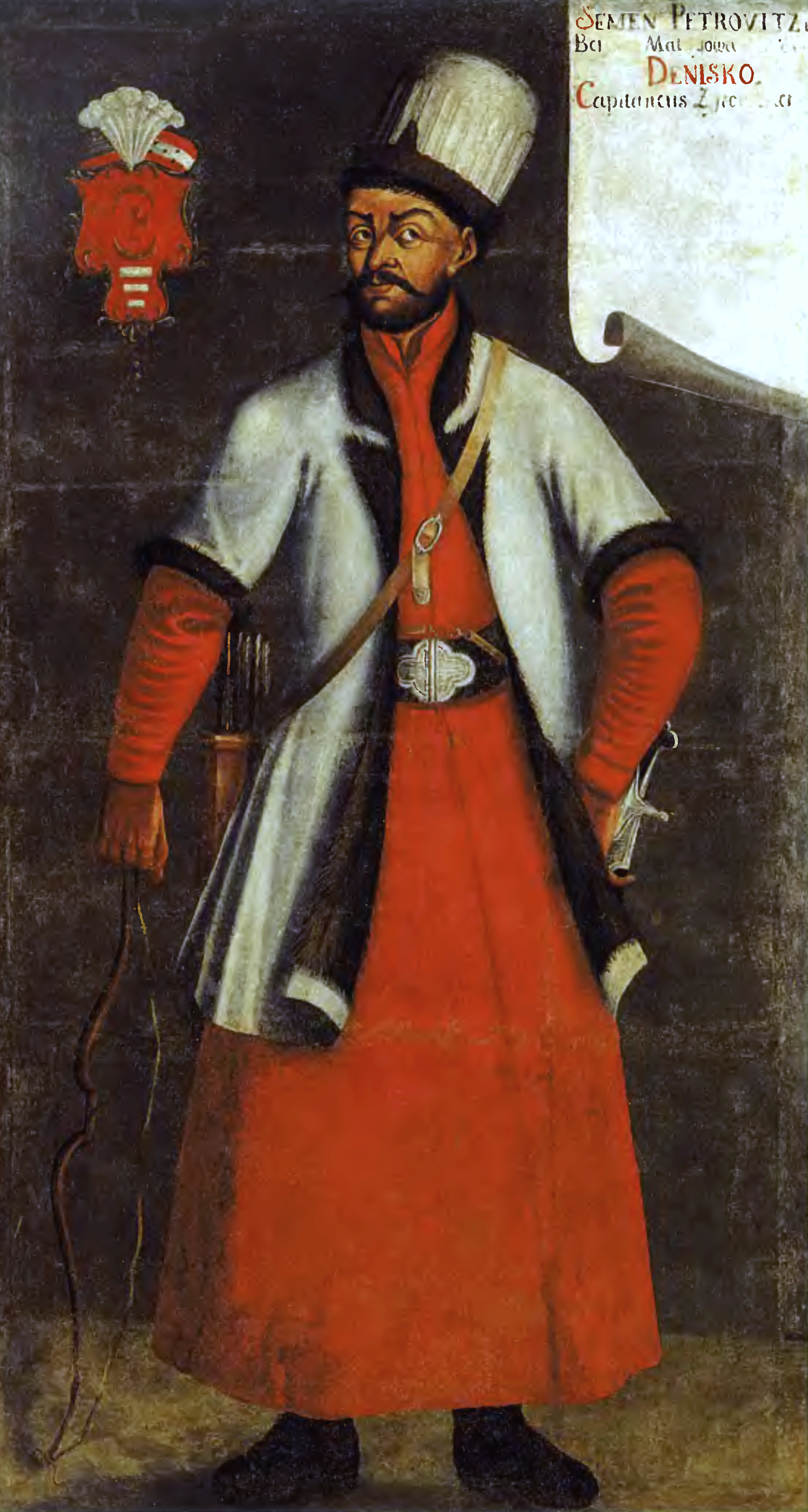
Портрет волинського шляхтича Семена Москія-Дениска, на якому виглядає ефес його карабелі XVI ст.
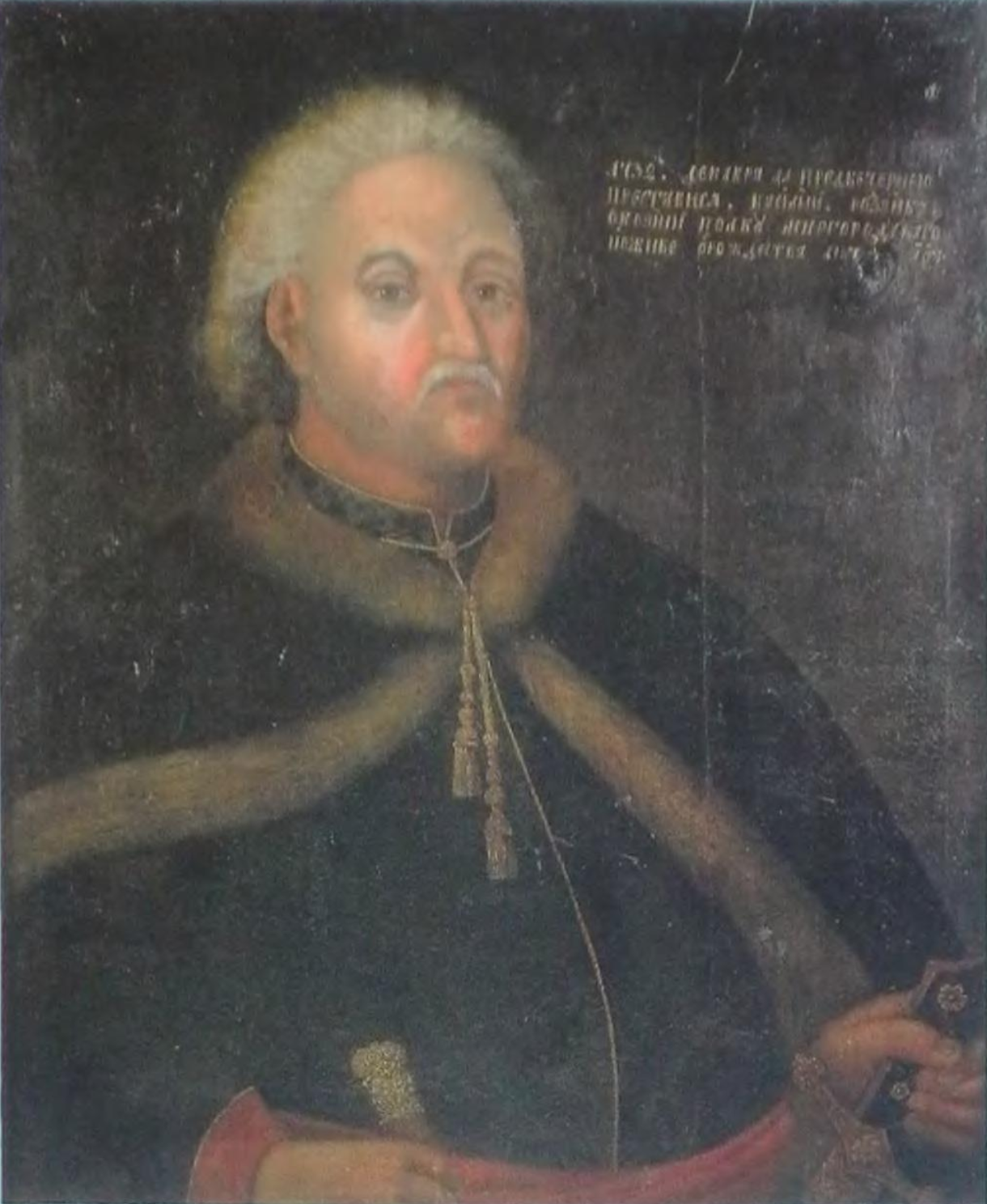
Портрет Василя Родзянки, на якому він тримає свою карабелю
Карабеля XVIII ст. виготовлена у Львові[21].
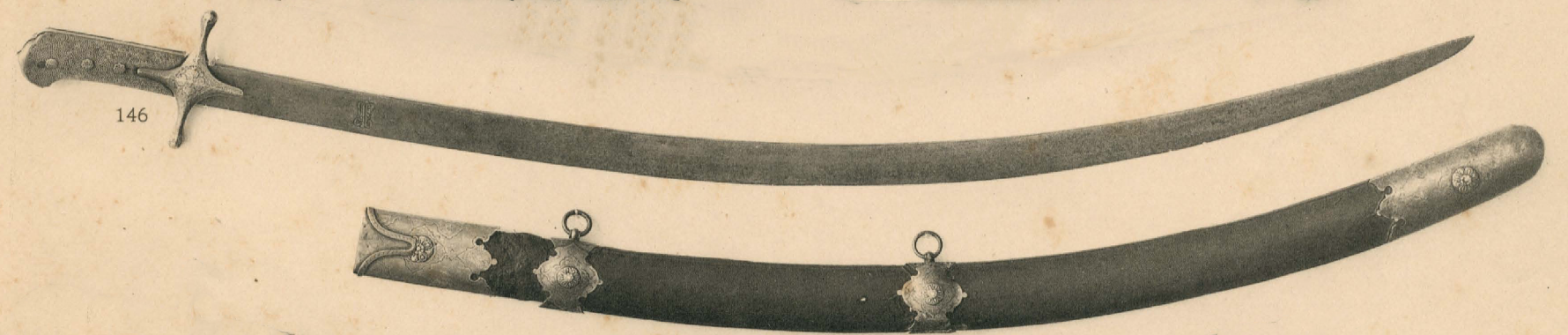
Карабеля першої половини XVII ст. з колекції Василя Тарновського[22].
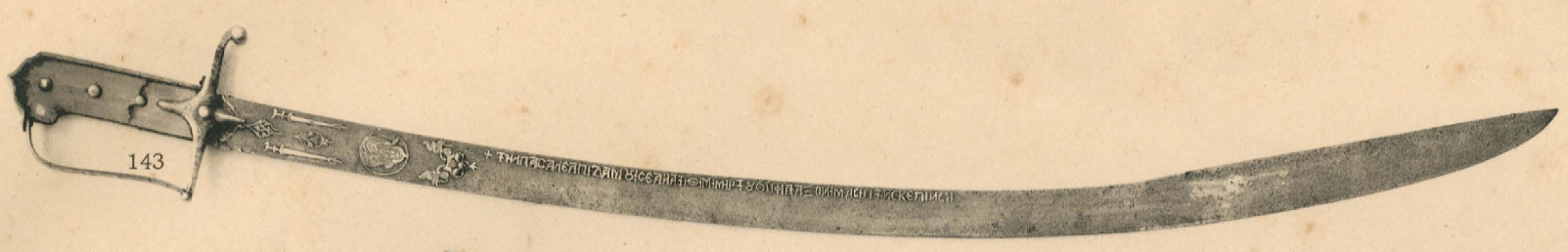
Карабеля з колекції Василя Тарновського. Клинок – кінець XVII ст., ефес модифікований в XIX – XX ст. Ймовірно, була подарунком Мазепи одному з осавулів[23].
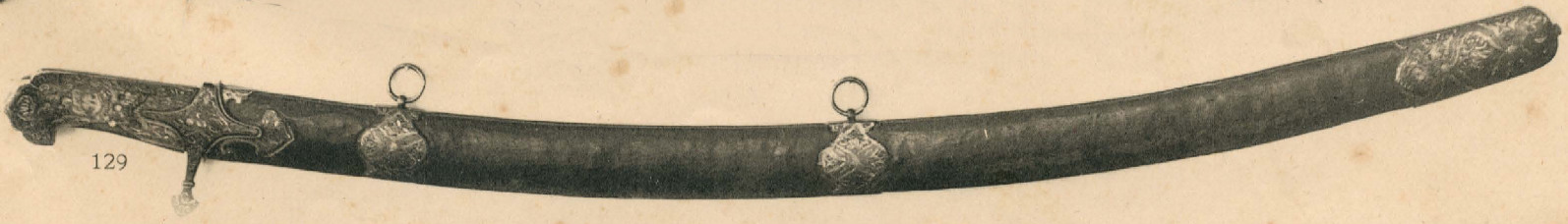
Карабеля XVIII ст. з колекції Василя Тарновського
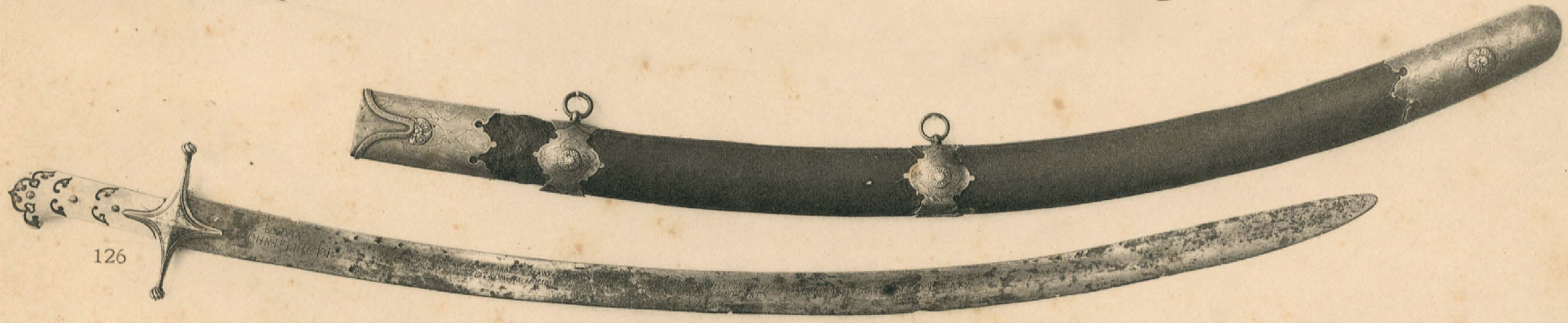
Карабеля другої половини XVII ст. з колекції Василя Тарновського. Найімовірніше, належала представнику дрібної козацької старшини[25].

### Основна література
- Квасневич В. Польские сабли. — СПб. : Атлант, 2005. — 192 с.
- Тоїчкін Д. В. Клинкова зброя козацької старшини XVI — першої половини ХІХ ст.: проблеми атрибуції та класифікації / Денис Тоїчкін; Інститут історії України НАН України. — К. : Ін-т історії України НАНУ, 2013. — 464 с.
- Тоїчкін Д. В. Козацька шабля XVII–XVIII ст.: історико-зброєзнавче дослідження. — К. : Стилос, 2007. — 368 с.
- Аствацатурян Э. Г. Турецкое оружие в собрании Государственного исторического музея. — СПб. : Атлант, 2002. — 336 с.
- Zabłocki W. Cięcia prawdziwą szablą. — Warszawa: «Sport i Turystyka», 1989. — 248 s.

### Подальше читання
- Żygulski Z. jun. Broń wschodnia. Turcja, Persja, Indie, Japonia.— Warszawa: KAW, 1986. — 176 s.
- Elgood R. The Arms of Greece and Her Balkan Neighbors in the Ottoman Era. — N. Y. : Thames & Hudson, 2009. — 336 p.
- Dziewulski M. Oriental Influences on Polish Arms: (Lecture presented on Ethnographic Arms and Armor Seminar in Timonium, 17th March 2007). — 35 p.

### Інше
- Ковалевська О. О. Функції зображальних джерел XVII–XVIII ст. та їх еволюція // Український історичний журнал. — 2014. — № 5. — С. 142–156.